# Oxyopes subimali
Oxyopes subimali is een spinnensoort uit de familie van de lynxspinnen (Oxyopidae).
De wetenschappelijke naam van de soort werd in 1996 gepubliceerd door Vivekanand Biswas et al.